# Corydoras longipinnis
Corydoras longipinnis es una especie de pez de la familia Callichthyidae en el orden de los Siluriformes.

## Morfología
• Los machos pueden llegar alcanzar los 6,1 cm de longitud total.

## Distribución geográfica
Se encuentran en Sudamérica: río Dulce (Argentina).
Es endémica de la ecorregión de agua dulce Mar Chiquita - Salinas Grandes.